# 因为你存在
《因為你存在》（英語：Because You Live）是一首由傑西麥卡尼錄製的歌曲，由Chris Braide，Andreas Carlsson和Desmond Child製作。2005年它在北美和歐洲作為首張專輯《美麗的心》（Beautiful Soul）的第三支單曲發行，而在澳大利亞發行第三支單曲則是《讓你閃耀》（Get Your Shine On）。收錄於電影《麻雀變公主2：皇家有約》原聲帶裡。歌曲在美國電台放送，但沒有官方正式的發表日期。

## 圖表
| 圖表（2005-06）                    | 峰值 位置 |
| ---------------------------------- | --------- |
| 意大利（意大利音乐产业联盟单曲榜） | 3         |